# さらば青春の光 (布袋寅泰の曲)
「さらば青春の光」（さらばせいしゅんのひかり）は、布袋寅泰の楽曲。1993年7月28日に東芝EMIより通算6枚目のシングルとして発売された。

## 概要
表題曲「さらば青春の光」は、TBS系東芝日曜劇場『課長サンの厄年』の主題歌である。当初この楽曲の制作依頼を受けた際、布袋は充電期間でロンドンへと渡るため断る予定だったが、敬愛する萩原健一が主演を務めるという事で急遽承諾した。
4thアルバム『GUITARHYTHM IV』には全面的にリアレンジされて収録された。このバージョンとシングルバージョンでは間奏や楽曲の長さが異なり、前者はエレキギター、後者はアコースティックギターが中心のコードバッキングになっている。またイントロのコーラスワークや、サビの輪唱の有無なども異なる。
後に布袋は「ヒムロックを考えて書いた楽曲」であると告白している。
2021年7月3日からは、布袋の出身地の群馬県高崎市にある東日本旅客鉄道（JR東日本）高崎駅の下り新幹線ホーム（11・12番線）において発車メロディとして使用されている。編曲は福嶋尚哉が手掛けた。
第72回NHK紅白歌合戦に出演した際、当曲を演奏した。

## 収録曲
| 全作詞・作曲・編曲: 布袋寅泰。 |                    |          |            |      |
| #                              | タイトル           | 作詞     | 作曲・編曲 | 時間 |
| 1.                             | 「さらば青春の光」 | 布袋寅泰 | 布袋寅泰   | 4:35 |
| 2.                             | 「七年目の幽霊」   | 布袋寅泰 | 布袋寅泰   | 4:13 |
| 合計時間:                      | 合計時間:          | 8:48     |            |      |

## その他のバージョン

### 別バージョン
1994年にリリースされたコンピレーション・アルバム『STAR STREET TRAX VOL.1 RADIO! RADIO! RADIO!』に「さらば青春の光 (Acoustic Version)」が収録。こちらも『課長サンの厄年』にて劇中歌として使用された。
2005年にリリースされたベスト・アルバム『ALL TIME SUPER BEST』には、「さらば青春の光 (UNPLUGGED VERSION)」が収録。

### カヴァー
2011年8月17日に布袋のデビュー30周年を記念して発売されたトリビュート・アルバム『ALL TIME SUPER GUEST』に、ファンキー加藤と布袋のコラボ楽曲として「さらば青春の光」が収録された。同アルバムは「普通のトリビュートやカバーとは違ったものをやりたい」という布袋の意向により、一部の楽曲の演奏に自身が参加しており、同曲も加藤のために布袋が自らトラックを制作した。
このバージョンは、アルバムの発売と同時に配信限定シングルとしても発売されている。

## 収録アルバム
さらば青春の光
- GUITARHYTHM IV
- GUITARHYTHM FOREVER Vol.2
- GREATEST HITS 1990-1999
- TONIGHT I'M YOURS
- ALL TIME SUPER BEST
- MTV UNPLUGGED

七年目の幽霊
- B-SIDE RENDEZ-VOUS